# Hans Walter Schmidt
Hans Walter Schmidt, född 19 april 1912 i Breslau, död 1 eller 2 juli 1934 i närheten av Frankfurt am Main, var en tysk SA-Standartenführer och personlig adjutant åt Edmund Heines. Schmidt mördades i samband med de långa knivarnas natt.